# نومریوس ژولیوس سزار
نومریوس ژولیوس سزار، پسر دوم لوسیوس ژولیوس لیبوی دوم و برادر کوچکتر سکستوس ژولیوس سزار بود.

## خانواده

### پدر و مادر
پدر وی لوسیوس ژولیوس لیبوی جوانتر بود که احتمالاً تنها پسر لوسیوس ژولیوس لیبو و همسرش سسیلیا متیلا بود.

### همسران و فرزندان

#### همسران
از همسران وی اطلاعاتی در دسترس نیست اما با توجه به این که خودش در منابع تاریخی بوده‌است ولی از همسرانش اطلاعی نبوده‌است می‌توان نتیجه گرفت که وی همسری نداشته‌است.

#### فرزندان
علاوه بر همسران از فرزندان وی نیز اطلاعاتی موجود نیست بنابراین احتمال این‌که وی فرزندی نداشته باشد بیشتر می‌شود.